# Colin (rivière)
Pour les articles homonymes, voir Rivière Collin et Colin.
Le Colin est une petite rivière française du département du Cher. C'est un affluent de l'Yèvre en rive droite, donc un sous-affluent de la Loire, par l'Yèvre, puis par le Cher.

## Géographie
D'une longueur de 29,1 km,, le Colin prend sa source sur la commune de Morogues où il draine le versant sud de La Motte d'Humbligny, le point culminant du nord du département du Cher. Il traverse Aubinges, Les Aix-d'Angillon et Sainte-Solange et débouche à Saint-Germain-du-Puy dans l'Yèvre.
Bassin de l’Yèvre. Affluent de la rivière de l’Yèvre.

## Nom
« Colin » : cas régime de la déclinaison franque imparisyllabique cola, colanae ; racine col, prototype de couler ; acoulin = conduite d’eau, rigole (FEW, II, 884a) ; l’Acolin semble le nom primitif, compris la ou le colin.

## Communes traversées
Morogues, Aubinges, Les Aix-d'Angillon, Sainte-Solange, Saint-Germain-du-Puy.